# Imposition en France
 (janvier 2023).
 L’imposition en France regroupe l'ensemble des impôts, taxes, redevances, contributions et cotisations sociales auxquels l'administration publique soumet les personnes physiques et morales françaises ou vivant en France.
L'administration publique utilise la notion de prélèvements obligatoires, définie par l'Organisation de coopération et de développement économiques (OCDE) comme « les recettes provenant des impôts sur le revenu et sur les bénéfices, des cotisations de sécurité sociale, des taxes prélevées sur les biens et les services, des prélèvements sur les salaires, des impôts sur le patrimoine et des droits de mutation, ainsi que d'autres impôts et taxes ». Les recettes fiscales totales en pourcentage du PIB indiquent la part de la production d'un pays qui est prélevée par l'État sous forme d'impôts. Elles peuvent donc être considérées comme un indicateur du contrôle exercé par l'État sur les ressources produites par l'économie. La pression fiscale correspond au montant total des recettes fiscales recouvrées, exprimé en pourcentage du produit intérieur brut (PIB).

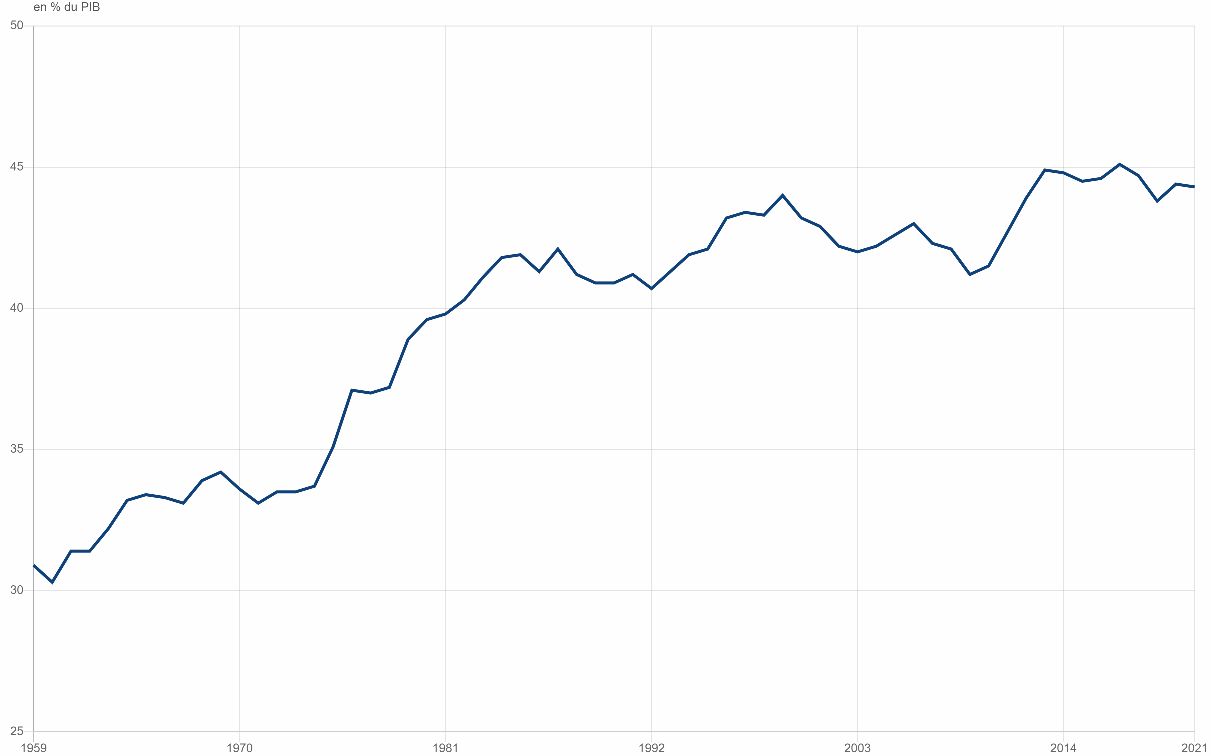
Évolution des prélèvements obligatoires en France entre 1959 et 2021, source : INSEE.

Les recettes fiscales en France représentent 45,1 % du PIB en 2021. La France est ainsi le 2e pays de l'OCDE aux prélèvements obligatoires les plus élevés derrière le Danemark (46,9 % du PIB). Ce niveau est nettement plus élevé que dans les autres pays développés : les prélèvements obligatoires représentent 39,5 % du PIB en Allemagne, 33,5 % au Royaume-Uni, 33,2 % au Japon et 26,6 % aux États-Unis. La moyenne de l'OCDE s'établit à 34,1 %, soit onze points de pourcentage de moins que la France. Selon l'Institut national de la statistique et des études économiques (Insee), les prélèvements obligatoires en France sont passés de 30,3 % du PIB en 1960 à 45,0 % du PIB en 2018.
Selon l'OCDE, la faible performance économique de la France relativement aux autres pays développés (en termes de taux de croissance réel du produit intérieur brut par habitant sur la période 1990-2011, la France est classée 31e sur 34 parmi les pays de l'OCDE) peut être en grande partie attribuée à sa fiscalité élevée, complexe et instable qui pénalise l'activité économique.

## Définitions et typologie
L'administration française utilise la notion de prélèvements obligatoires, définie ainsi par l'OCDE : « Les recettes fiscales désignent les recettes provenant des impôts sur le revenu et les bénéfices, des cotisations de sécurité sociale, des taxes prélevées sur les biens et les services, des prélèvements sur les salaires, des impôts sur le patrimoine et des droits de mutation, ainsi que d'autres impôts et taxes. Les recettes fiscales totales en pourcentage du PIB indiquent la part de la production d'un pays qui est prélevée par l'État sous forme d'impôts. Elles peuvent donc être considérées comme un indicateur du contrôle exercé par l'État sur les ressources produites par l'économie. La pression fiscale correspond au montant total des recettes fiscales recouvrées, exprimé en pourcentage du PIB. Cet indicateur se rapporte à l'administration dans son ensemble (tous niveaux d'administration) et est mesuré en millions USD et en pourcentage du PIB. ».
Les impositions n’ont pas toutes un caractère fiscal. Ainsi les redevances pour services rendus, prélevées à l’occasion de l’utilisation d’un service, échappent au droit fiscal. Les cotisations sociales relèvent du droit de la Sécurité sociale.
La notion de prélèvements obligatoires, bien que considérée par les spécialistes comme encore incomplète, englobe un champ plus large au sein des recettes des administrations publiques et est utilisée pour comparer le poids des États dans l’économie.

## Histoire
Historiquement, la plupart des impôts ont été établis en nature, soit en parts de récolte (dîme, champart, etc.), soit en travaux (corvées, service militaire). Progressivement, chacun de ces impôts a été remplacé par une contribution en numéraire, plus pratique aussi bien pour l'autorité que pour le contribuable.
La taille, au XIVe siècle est l’un des plus anciens impôts prélevés par la monarchie française. Elle a remplacé le fouage.
Sous l’Ancien Régime, la collecte des impôts était affermée, c’est-à-dire que l’État confiait cette tâche à des entrepreneurs spécialisés, les fermiers généraux, qui lui avançaient le montant de l’impôt à percevoir pour se rembourser ensuite sur les imposables. Ce système était commode pour l'État (la recette était connue d'avance et il se déchargeait de l'impopularité des collecteurs d'impôts) et pour les fermiers généraux (bien rémunérés). Le peuple y voyait surtout une source d'injustice et d'excès dans la collecte, mais cette critique doit être relativisée : en matière d'impôts, le contribuable est récriminé dans le cas où il ne s'en acquitte pas.[non neutre]
En entamant sa régence, Philippe d'Orléans, conscient du problème, adresse le 4 octobre 1715 une « Lettre à MM. les intendants commissaires départis dans les provinces », dans laquelle il déclare que sa préoccupation majeure est le poids excessif des différentes taxes et annonce son intention d'établir un système d'imposition plus juste et plus égalitaire.
La Révolution française mérite bien son nom en matière fiscale. La ferme générale est abolie, les fermiers généraux guillotinés, les impôts uniformisés sur le territoire, une véritable administration fiscale mise en place. Le parlement, "au nom du peuple", prend le contrôle des impôts, détruit tous les statuts et privilèges fiscaux, rêve d'une égalité contributive proportionnelle (qui ne sera jamais véritablement mise en place) et formalise cette prise de pouvoir dans la Déclaration des droits de l'homme et du citoyen de 1789, article 13 :
« Pour l’entretien de la force publique et pour les dépenses d’administration, une contribution commune est indispensable. Elle doit être également répartie entre tous les citoyens, en raison de leurs facultés. »
Voir l’article de fond : Droit fiscal en France
Au XIXe siècle, les impôts évoluent peu. Sont levés principalement des impôts sur le patrimoine (taxes foncières), sur l'activité (la patente, ancêtre de la taxe professionnelle), et beaucoup de taxes indirectes lors des échanges de biens (succession, achat immobilier, enregistrement de valeurs mobilières, etc.). Au tournant du XXe siècle, on commence à discuter de la mise en place d'un impôt sur le revenu, mis en place finalement en 1914 et 1917. En 1943, on abolit enfin la douane intérieure (l'octroi).
Enfin, dernière innovation notable sur le plan technique, la TVA est introduite progressivement à partir de 1954, en France d'abord, puis sur son exemple plus largement dans le monde. Adoptée partout en Europe, elle sera unanimement considérée comme la meilleure base pour alimenter les caisses de l'Union européenne.
Le système fiscal français se retrouve actuellement controversé : avec le développement de l'Union Européenne et la mondialisation, la concurrence fiscale s'est fortement accrue. Il devient nécessaire de prendre en compte les possibilités nouvelles d'évitement (pratique légale d'expatriation fiscale et de fraude fiscale), sans pour autant reporter une charge excessive sur l'assiette fiscale qui ne peut se délocaliser. La concurrence fiscale tend en effet à augmenter l'impôt sur la consommation et les importations et à diminuer celui qui frappe les valeurs mobilières ou le travail (délocalisables).

## Champ fiscal: impôts et taxes
L'impôt constitue un prélèvement obligatoire effectué par voie d’autorité par l'État et les administrations territoriales sur les ressources des personnes résidentes (c'est-à-dire vivant sur leur territoire ou y possédant des intérêts) pour être affecté aux services d'utilité générale.
La taxe est un prélèvement assorti d’une contrepartie, c'est-à-dire l'utilisation d'un service ou ouvrage public. Mais cette contrepartie reste secondaire dans sa définition, ce qui la distingue de la redevance. Ainsi, et d’une part, il ne peut exister aucune proportionnalité entre la somme réclamée et le service rendu. D’autre part, la taxe est exigible même si le redevable ne fait aucune utilisation du service rendu.
Les impôts et les taxes relèvent des « impositions de toutes natures » mentionnées à l’article 34 de la Constitution de 1958, en vertu duquel le législateur a compétence exclusive pour déterminer leur assiette, taux et procédure de recouvrement. On peut ainsi décrire le champ fiscal comme l'ensemble de tous les impôts, droits ou taxes qui relèvent de l'article 34 et donc de la compétence législative. La jurisprudence du Conseil Constitutionnel joue un rôle important dans la définition de ce champ,.
Par exception, les taxes peuvent être éventuellement perçues au profit de personnes privées chargées d’une mission de service public.

## Redevances
La redevance est la recette prélevée à l’occasion d’un service rendu à l’usager. Au contraire de la taxe, la redevance n’est perçue que si l’usager tire un avantage effectif du service et si une certaine proportionnalité existe entre la somme réclamée et le service rendu. À ce titre, elle fait partie des recettes non fiscales des administrations et est instituée, en ce qui concerne l’État, par voie réglementaire (article 37 de la Constitution). La loi organique relative aux lois de finances (LOLF) prévoit cependant à son article 4 que le décret instaurant la redevance doit faire l’objet « d’une ratification dans la plus prochaine loi de finances afférente à l’année concernée ».

## Taxes parafiscales
Cette catégorie de prélèvement a été supprimée par la LOLF à compter du 1er janvier 2004. Les taxes parafiscales avaient été définies par un avis du Conseil d’État comme les prélèvements obligatoires, recevant une affectation déterminée, institués par voie d'autorité, généralement dans un but d'ordre économique, professionnel ou social. L'article 4 de l'ordonnance du 2 janvier 1959 précisait qu’elles ne pouvaient être perçues qu’au profit « d'une personne morale de droit public ou privé autre que l'État, les collectivités territoriales et leurs établissements publics administratifs ».
Établies par voie réglementaire, elles permettaient ainsi de financer l’action publique dans un domaine sectoriel, au moyen d’un organisme, privé ou public, chargé d’une mission de service public.
Après leur suppression, elles ont été fréquemment remplacées par des taxes fiscales ordinaires.

## Cotisations sociales
La cotisation de sécurité sociale se distingue de l’impôt par le fait qu’elle a une contrepartie et qu’elle est affectée au financement de la protection sociale. Depuis la réforme du système de financement de la sécurité sociale par l'État, qui s'est traduite par une loi organique encadrant le vote annuel des lois de financement de la Sécurité sociale, les recettes prévisionnelles de la Sécurité sociale font l’objet d’un vote au Parlement (mais non d'une autorisation). Les cotisations sociales restent établies et recouvrées dans les conditions fixées par les organismes de Sécurité sociale.
Inversement, tous les prélèvements affectés au financement de la protection sociale ne sont pas des cotisations. En particulier, la CSG fait partie des impositions de toutes natures, dont la compétence relève du législateur.

## Prélèvements obligatoires

Repartition des prélèvements obligatoires en France en 2017.

La définition des prélèvements obligatoires par l'OCDE est plus large que le champ fiscal : elle désigne les « versements obligatoires effectués sans contrepartie au profit des administrations publiques ». D'après le Conseil des prélèvements obligatoires, trois critères sont cumulativement nécessaires à cette qualification :
- ce doit être des versements effectifs,
- et non volontaires (notamment sans contrepartie immédiate) ;
- les destinataires doivent être des administrations publiques.

Les cotisations sociales sont explicitement incluses par l'OCDE dans ses statistiques sur les prélèvements obligatoires, à condition qu'elles soient versées à des administrations publiques ou assimilées et bien qu'elles soient perçues dans un but déterminé (la protection sociale) et qu'elles soient assorties de contreparties indirectes (prestations sociales ou couverture d'un risque). Certaines cotisations, même obligatoires, en sont exclues lorsqu'elles sont versées à des organismes privés qui ne sont pas contrôlés par les pouvoirs publics.
Les prélèvements obligatoires comprennent donc les impôts et taxes, mais aussi certaines recettes non fiscales de l’État (comme le produit versé par la Française des jeux) et les cotisations sociales effectives. Certaines taxes en sont exclues car elles correspondent à la rémunération d’un service précis, leur montant étant en rapport avec ce dernier : l’opération est alors traitée en achat de service marchand.
Ainsi, contrairement aux apparences, la notion de prélèvements obligatoires ne recoupe pas entièrement la distinction entre taxe et redevance. Par exemple, la taxe d’enlèvement des ordures ménagères, prélevée avec la taxe foncière sur le bâti, est considérée comme une taxe par le Conseil d’État mais n’est pas incluse dans les prélèvements obligatoires.

## Composantes de la fiscalité en France
Outre le montant élevé des prélèvements obligatoires, l'imposition en France se distingue également par le nombre de taxes et d'impôts existants. Comme l'a souligné la Cour des Comptes en 2019, il n'existe aucun inventaire exhaustif des taxes et impôts existants en France si bien que la France est le seul État membre de l'Union européenne à ne pas transmettre à la Commission européenne l'inventaire de ses taxes. En 2013, l'Inspection générale des finances (IGF) avait recensé 192 microtaxes (soit une taxe dont le rendement est inférieur à 150 millions d'euros) pour un rendement total de 5,3 milliards d'euros. Comme le rapporte Les Échos : « L'IGF pointait alors une spécificité française en la matière, les taxes dont le rendement ne dépasse pas 100 millions d'euros étant « quasiment inexistantes en Allemagne, au Royaume-Uni et aux Pays-Bas, et autour d'une vingtaine en Italie et en Belgique ». À l'époque déjà (c'est encore le cas aujourd'hui), la France était le seul État membre à ne pas transmettre à la Commission européenne son inventaire de microtaxes. ». En 2017, la Cour des comptes avait dénombré 125 microtaxes dont le produit annuel total est de l'ordre de 3,5 milliards d'euros et préconisait de supprimer la majorité d'entre elles afin de « simplifier le mille-feuille fiscal ».
Les principaux impôts sont, en milliards d'euros :
| Prélèvement | Affectation                                 | 2000  | 2005  | 2010  | 2015  | 2016  | 2017  | 2018  | 2019  | 2020  | 2021  | 2022  | 2023  |
| --- | ------------------------------------------- | ----- | ----- | ----- | ----- | ----- | ----- | ----- | ----- | ----- | ----- | ----- | ----- |
| TVA | Budget de l'État                            | 107,2 | 126,6 | 135,6 | 151,7 | 155,0 | 162,5 | 168,2 | 174,4 | 162,1 | 185,4 | 199,4 | 205,0 |
| Impôt sur le revenu (net de crédits d'impôt) | Budget de l'État                            | 49,5  | 49,4  | 47,0  | 78,4  | 79,4  | 80,5  | 83,0  | 83,9  | 82,3  | 85,8  | 96,2  | 97,1  |
| Impôt sur les sociétés (nets de crédits d'impôts) | Budget de l'État                            | 39,7  | 42,9  | 39,6  | 50,2  | 48,7  | 57,8  | 54,4  | 59,7  | 56,0  | 62,0  | 78,0  | 67,4  |
| Taxe intérieure de consommation sur les produits énergétiques (TICPE)1 | Budget de l'État Départements Régions AFITF | 23,5  | 24,1  | 23,6  | 26,2  | 27,9  | 29,6  | 32,3  | 31,8  | 26,7  | 30,6  | 30,9  | 30,3  |
| Impôt de solidarité sur la fortune devenu IFI à compter de 2018 | Budget de l'État                            | 2,4   | 3,0   | 4,5   | 5,2   | 4,8   | 5,1   | 1,8   | 2,1   | 2,0   | 2,0   | 2,3   | 2,3   |
| CSG2 | Assurance Maladie                           | 58,6  | 71,9  | 83,4  | 95,8  | 96,6  | 99,4  | 124,8 | 126,0 | 123,2 | 129,0 | 141,1 | 147,3 |
| CRDS | Assurance Maladie                           | 4,5   | 5,3   | 6,0   | 6,9   | 7,0   | 7,2   | 7,3   | 7,5   | 7,3   | 7,7   | 8,3   | 8,7   |
| Taxe sur les salaires | Sécurité Sociale                            | 7,6   | 9,2   | 11,4  | 13,2  | 13,5  | 13,9  | 13,9  | 14,1  | 14,5  | 15,2  | 16,0  | 16,7  |
| Taxes sur le tabac | Sécurité Sociale                            | 8,2   | 9,3   | 10,8  | 12,1  | 11,9  | 12,1  | 13,1  | 13,5  | 15,4  | 15,3  | 14,4  | 14,2  |
| Impôts locaux |                                             |       |       |       |       |       |       |       |       |       |       |       |       |
| Taxe foncière | Communes Départements                       | 15,5  | 19,4  | 26,0  | 31,6  | 33,2  | 34,0  | 35,0  | 35,7  | 36,4  | 35,4  | 37,3  | 41,1  |
| Taxe d'habitation | Communes                                    | 8,5   | 11,3  | 15,3  | 18,4  | 18,8  | 19,3  | 16,9  | 13,9  | 10,5  | 7,9   | 5,4   | 3,0   |
| Taxe professionnelle (jusqu'en 2009) puis Contribution économique territoriale3 | Département                                 | 19,6  | 20,7  | 15,3  | 19,4  | 20,0  | 20,2  | 21,0  | 22,3  | 22,1  | 13,5  | 15,5  | 12,4  |
| Droits de mutation à titre gratuit | Communes Départements                       | 6,8   | 8,9   | 7,7   | 12,2  | 12,3  | 14,2  | 14,3  | 15,2  | 15,0  | 18,6  | 18,5  | 20,8  |
| 1 Anciennement connue sous le nom de TIPP (Taxe Intérieure sur les produits pétroliers) 2 Considérée comme une cotisation par l'Union européenne 3 Cotisation foncière des entreprises et Cotisation sur la valeur ajoutée des entreprises, ex-Taxe professionnelle |                                             |       |       |       |       |       |       |       |       |       |       |       |       |

La suppression de l'imposition forfaitaire annuelle des sociétés (IFA) est entrée en vigueur depuis le 1er janvier 2014. Jusqu'au 31 décembre 2013, l'IFA était due par les personnes morales soumises à l'impôt sur les sociétés qui réalisaient un chiffre d'affaires hors taxes, majoré des produits financiers, supérieur à 15 millions d'euros.

## Fiscalité du capital
Le terme « fiscalité du capital » désigne l'ensemble des impôts et taxes qui concernent les revenus du capital. L'Association française des marchés financiers (Amafi) évalue chaque année, dans une étude, le résultat brut nécessaire à une entreprise pour servir un revenu net de 100 à son apporteur de fonds (actionnaire ou prêteur) : celle de 2018 montre que la France rejoint presque le niveau des principaux pays voisins, grâce à la réforme de la fiscalité du capital votée dans la loi de finances 2018.

## Évolution et comparaisons

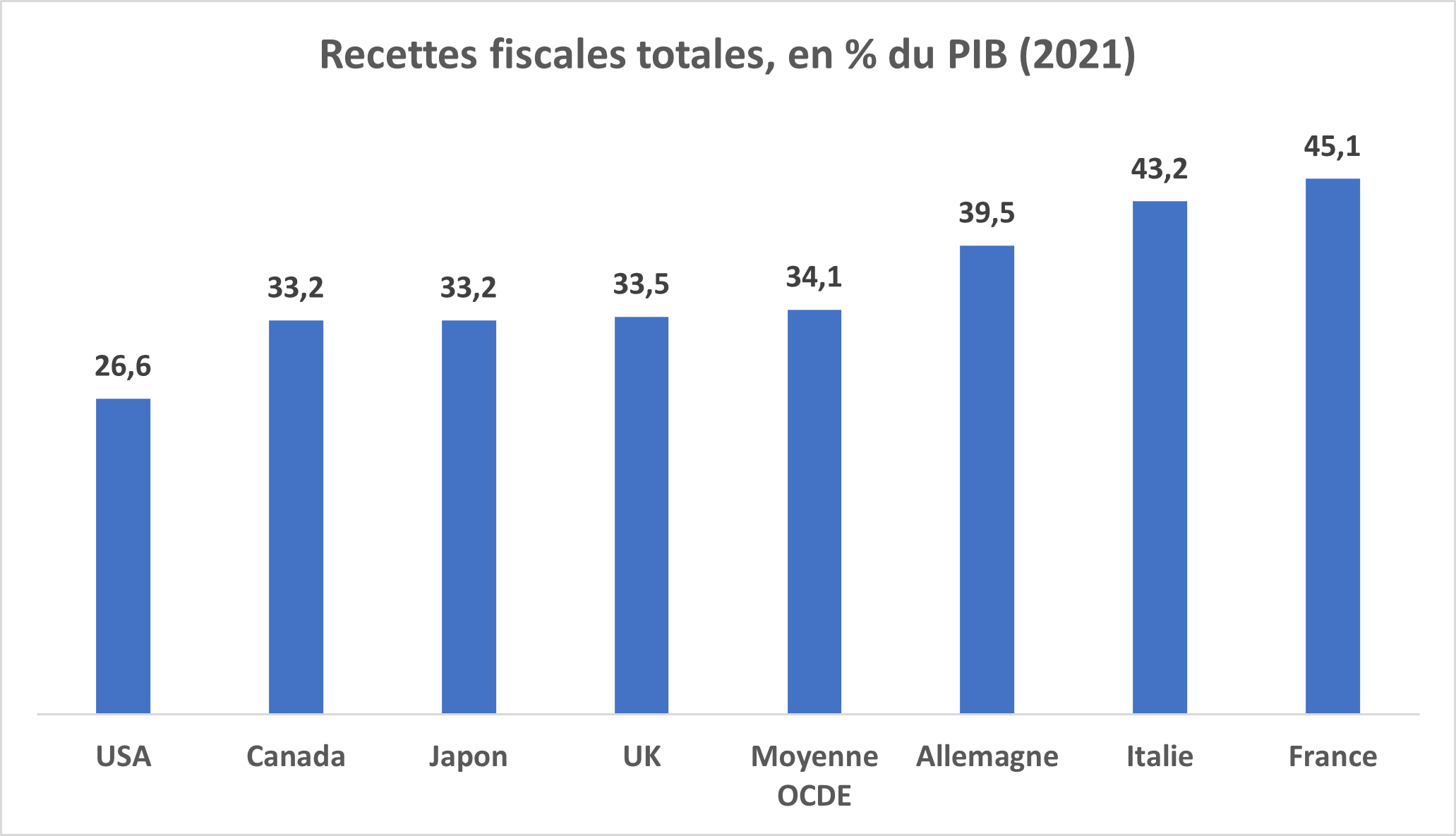
Recettes fiscales (% PIB) des pays du G7, source : OCDE.

Le montant des recettes fiscales en France s'établit à 45,1 % du produit intérieur brut (PIB) en 2021. La France est en 2021 le 2e pays de l'OCDE aux prélèvements obligatoires les plus élevés derrière le Danemark (46,9 % du PIB). Ce niveau est nettement plus élevé que dans les autres pays développés. En effet, les prélèvements obligatoires représentent 39,5 % du PIB en Allemagne, 33,5 % au Royaume-Uni, 33,2 % au Japon ou encore 26,6 % aux États-Unis. La moyenne de l'OCDE s'établit à 34, 1% (onze points de pourcentage de moins que la France). Selon l'INSEE, les prélèvements obligatoires en France sont passés de 30,3 % du PIB en 1960 à 45,0 % du PIB en 2018.
Selon le journal Le Monde, « c’est un triste record [...]. D’après la dernière édition du rapport de l’Organisation de coopération et de développement économiques (OCDE) sur les recettes publiques, la France est le deuxième pays affichant le taux de prélèvements obligatoires le plus élevé après le Danemark. ». Le Monde explique ainsi la fiscalité française très élevée : « La préférence française pour l’impôt ne date pas d’hier : en 1965, au moment où l’OCDE a lancé sa publication, la France était déjà vice-championne des prélèvements obligatoires (impôts et cotisations sociales) mais derrière l’Autriche, avec un taux de 33,6 %, supérieur de 8,8 points à la moyenne des pays avancés. Et, entre 1965 et 2014, la pression fiscale n’y a jamais durablement reculé. La faute à qui, en 2014 ? Aux cotisations sociales, principalement, relève le rapport. Ces dernières pèsent en effet 37 % des prélèvements obligatoires, contre 26,1 % en moyenne dans les autres pays. Et leur part dans le produit intérieur brut (PIB) s’élève à 16,7 %, dont 11,3 points pour celles payées par les employeurs. ».
Les journaux Le Figaro et Les Échos qualifient la France de « championne du monde des impôts » ou encore « championne du monde de la pression fiscale »,,. Pascal Saint-Amans, directeur de la division fiscale de l'OCDE, note que « ces niveaux très élevés de prélèvements obligatoires posent la question de leur « efficacité» sur l'économie ». L'OCDE et le Financial Times notent que « malgré des impôts élevés, la situation fiscale en France est mauvaise : le déficit public de l'État est chronique à cause du montant élevé des dépenses publiques ce qui résulte en une dette publique qui ne cesse d'augmenter ». Pour le Wall Street Journal, la fiscalité record de la France est source d'instabilité politique et sociale comme l'a illustré le mouvement des gilets jaunes causé par une taxe sur les carburants.
En 2018, les baisses de certains impôts et cotisations ont été compensées par des hausses et par la croissance des bases. Comparé aux autres pays développés, la France se distingue par un poids des cotisations sociales, notamment patronales, particulièrement élevé, tandis que les recettes de l'impôt sur les sociétés y sont proportionnellement plus faibles.

Moyenne de l'ensemble des impôts et sécurité sociale sur les personnes et sur les sociétés, en pourcentage du PIB, en 2005. Le niveau d'imposition français est un des plus élevés des pays de l'OCDE.

Selon le journaliste Christian de Brie, l'impôt sur les sociétés en France est en 2018 inférieur à la moyenne des pays de l’OCDE et il a baissé au cours des dernières années, alors que dans le même temps on enregistre une augmentation des bénéfices des entreprises. Le gouvernement prévoit de le réduire à 25 % en 2022. Incluant dans la fiscalité les cotisations sociales, y compris celles payées par les salariés, le quotidien Le Figaro estime que la France, malgré un taux réel de 0.5 % sur les bénéfices des entreprises, aurait la fiscalité des entreprises la plus lourde du monde ou qu'elle serait le pays le moins accueillant quant à la fiscalité. Selon une étude du cabinet d'audit PricewaterhouseCoopers et de la Banque mondiale, incluant elle-aussi les charges sociales, la France qui avait le taux d'imposition sur les entreprises de taille moyenne le plus élevé en Europe en 2013, se situe, en 2014, au deuxième rang -derrière l'Italie, avec un taux de 62,7 % de leur résultat commercial. La France est largement au-dessus de la moyenne européenne (40,6 %). En ce qui concerne les prélèvements basés sur les salaires, la France maintient toujours sa dernière place en Europe. Les prélèvements sur les bénéfices des moyennes entreprises sont eux parmi les plus faibles d'Europe.
En réalité, si la France a un taux de prélèvement obligatoire supérieur à la moyenne de l'UE (environ cinq points au-dessus) et de l'OCDE (environ dix points au-dessus), celui-ci n'était, d'après l'OCDE, que le 4e en 2005 mais le premier en 2018.
D'après le rapport annuel de la Commission européenne, l'Italie et la France avaient en 2010 le 6e taux d'imposition le plus élevé en Europe (derrière le Danemark, la Suède, la Belgique, la Finlande et l'Autriche).
En 2017, selon les prévisions du ministère de l'Économie, personnes privées et entreprises paieront plus de 1 000 milliards € de prélèvements, les impôts, taxes et l'ensemble des cotisations sociales, ayant augmenté de près de 95 Mds€ de 2012 à 2017 sous le mandat de François Hollande (près de 50 Mds€ hors inflation), après une augmentation de 95 Mds€ de 2007 à 2012 sous le mandat de Nicolas Sarkozy.
En avril 2019, l'exécutif a indiqué avoir pris des mesures qui vont réduire la pression fiscale de 14 milliards d'euros en deux ans.
Le projet de loi de Finances 2020 programme la réduction progressive de l'impôt sur les sociétés à 25 % à partir de 2022, contre 33,3 % pour les grands groupes et 31 % pour les autres entreprises en 2019.
Depuis 2017, malgré les promesses d'Emmanuel Macron de ne pas relever les impôts et en dépit de la suppression de certains - ISF, taxe d’habitation, redevance télé -, les Français voient leurs charges fiscales et sociales progresser plus rapidement que leurs revenus. En 2022, les prélèvements obligatoires atteignent un nouveau record totalisant 1 197 milliards d’euros, en augmentation de 8 % par rapport à l’année précédente selon l’Insee. Le PIB n’ayant progressé que de 5,7 % en valeur (en incluant l’inflation), le poids des prélèvements rapportés au PIB est ainsi passé de 44,3 % en 2021 à 45,4 % en 2022 dépassant le précédent record (45,1 %) de 2017.
Pour financer le budget de l'Etat de l'année 2024, le Gouvernement français rompt avec son projet originel voulant éviter toutes hausses d'impôts sous le second quinquennat d'Emmanuel Macron et envisage de nouvelles hausses d'impôts. Thomas Cazenave, ministre délégué au Budget, invoque la hausse de la dette publique à plus 3 000 milliards d'euros et les besoins en investissement écologique pour justifier cette hausse de la fiscalité.

## Défauts et qualités de la fiscalité française
Le système fiscal français se caractérise par la prépondérance des impôts indirects (taxe sur la valeur ajoutée (TVA) en particulier), qui représentent 75 % du total des recettes fiscales au début des années 1980. Ces impôts sont payés directement par les entreprises, mais sont répercutés sur les familles qui les supportent, en totalité, lorsqu'elles s'approvisionnent dans le marché des biens de consommation ; les vendeurs successifs ajoutent, en effet, ces impôts sur les prix de vente correspondants payés par les acheteurs. Ce sont donc les ménages qui consomment plus (et épargnent moins) qui sont les plus frappés par l'impôt. Pour adapter cet impôt à la capacité de chaque contribuable, suivant le principe « chacun selon ses ressources », les pouvoirs publics doivent réduire l'impôt sur les produits de consommation courante (comme l'alimentation, l'habillement ou le transport) et majorer celui relatif aux biens supérieurs (de voyage, d'éducation ou de snobisme) consommés par les détenteurs de revenus élevés. Par ailleurs, l'aménagement des impôts, pour améliorer la compétitivité économique des entreprises françaises, doit être accompagné d'un allègrement des cotisations sociales versées à la CNSS : ces sommes augmentent, en effet, les prix de vente et dépriment la demande. L'État, en supportant les cotisations concernant les salariés non qualifiés augmente la compétitivité-prix des entreprises concernées.
Le système fiscal français a, également, des qualités. L'État peut, en faisant varier les taux d'imposition sur la production, augmenter la production des produits jugés utiles et baisser ou arrêter celle de ceux considérés comme inutiles ou indésirables par la collectivité. La variabilisation des taux permet aussi aux autorités publiques de faire supporter plus de contribution aux riches et moins aux classes modestes.
Selon l'OCDE, la faible performance économique de la France relativement aux autres pays développés (en termes de taux de croissance réel du produit intérieur brut par habitant sur la période 1990-2011, la France est classée 31e sur 34 parmi les pays de l'OCDE) peut être en grande partie attribuée à sa fiscalité élevée, complexe et instable qui pénalise l'activité économique,. Pour François Ecalle (conseiller maître honoraire à la Cour des comptes, ancien rapporteur général du rapport de la Cour des comptes sur la situation et les perspectives des finances publiques, ancien membre du Haut Conseil des finances publiques, ancien membre de l’Autorité de la statistique publique, chargé d’un cours de politique économique à l’université Paris I), le taux des prélèvements obligatoires est trop élevé en France et l’efficience des dépenses publiques est insuffisante : « le taux des PO est plus haut en France que dans les autres pays, ce qui nuit à la compétitivité des entreprises et à l’attractivité du territoire comme le montre le déficit de nos échanges extérieurs ». Ainsi, François Ecalle recommande une baisse des prélèvements obligatoires accompagnée d'une baisse des dépenses publiques : « Le taux des prélèvements obligatoires devra être diminué sans aggraver le déficit public structurel, ce qui est possible seulement en réduisant les dépenses. Cette baisse des dépenses est à la fois nécessaire, compte-tenu de la faible efficience d’une grande partie d’entre elles, et possible au vu des exemples donnés par les pays étrangers. Comme la Cour des comptes l’a mis en évidence dans son rapport de juin 2015 sur la situation et les perspectives des finances publiques, beaucoup d’entre eux ont enregistré une décroissance de leurs dépenses en volume sur la période 2010-2014 quand la France infléchissait seulement le rythme de leur croissance. La baisse des dépenses est donc une condition nécessaire pour que la baisse des prélèvements obligatoires obtienne des résultats positifs, sauf à rééditer les erreurs de politique économique commises dans le passé, par exemple dans les années 2000-2001 et 2007-2008, qui expliquent une bonne part du déficit structurel français. »,.
Selon un sondage pour la Cour des Comptes, 75% des Français pensent que les impôts en France sont trop élevés (seulement 4% pensent qu'ils ne sont pas assez élevés) quand bien même 53% des Français sous-estiment le montant des prélèvements obligatoires et pensent qu'ils sont inférieurs à 40% du PIB (37% des Français pensent même que les prélèvements obligatoires sont inférieurs à 30% du PIB quand ils représentent en réalité 45% du PIB).

## Fiscalité de l'épargne en France
La fiscalité de l'épargne en France est souvent perçue comme étant parmi les plus lourdes au monde, notamment par l'Association française des marchés financiers (AMAFI) et la Commission Européenne. Cette fiscalité, qualifiée de confiscatoire par de nombreux épargnants, se caractérise par des prélèvements sociaux et fiscaux élevés, réduisant significativement le rendement net des placements. 
En 2019, la France affichait un taux moyen d'imposition sur l'épargne de 34,4 %, le plus élevé parmi les pays de l'OCDE. Les revenus de l'épargne sont soumis à des prélèvements sociaux (17,2 %) et à l'impôt sur le revenu, avec la possibilité d'opter pour un prélèvement forfaitaire unique (PFU) de 12,8 % ou le barème progressif. Cette fiscalité complexe et lourde a des répercussions sur le comportement des épargnants et l'économie française, influençant les décisions d'investissement et pouvant freiner le financement des entreprises et la croissance économique.

## Coût de gestion
Le nombre d'impôts et taxes participe à alourdir le coût de gestion de la fiscalité en France. Un rapport de l'Inspection générale des finances (IGF) de 2014, commandé par le gouvernement français, a identifié 192 « petites taxes », dont le rendement est inférieur à 150 millions d'euros par an.

## Politique redistributive
La France dépense 53 % du PIB en dépenses publiques dont 30 % pour des transferts et 23 % pour la fourniture de biens et services publics. Selon l'Insee, la fiscalité réduit le niveau de vie du quintile supérieur de 22 % et augmente celui du quintile inférieur de 40 %.
Selon The Economist, avec ses impôts et ses aides sociales, la France est le pays le plus redistributif d'Europe, devançant même les pays d'Europe du Nord comme la Suède.